# Helle Nächte
Helle Nächte è un film del 2017 diretto da Thomas Arslan.